# リチャード・ブレイド
リチャード・ブレイド（Richard Blade）は、アメリカの作家ジェフリー・ロード（Jeffrey Lord）が執筆したSFファンタジー小説の主人公、およびこのキャラクターが登場するシリーズのタイトル名。
007のパロディともいえる英国諜報部員リチャード・ブレイドが活躍する本シリーズは1969年から1984年に至るまで全37巻発売され、このうち14巻が日本語に翻訳され、創元推理文庫から刊行された（カバー画は全て木嶋俊、背表紙が青色）。

ロシアとフランスで人気を博し、現地で勝手に続編を作成された。ロシアでは翻訳された六巻以降に現地の小説家により十六冊が書かれ、フランスでは複数作者名により二百巻を越える大作となっている。

## ストーリー
異次元世界との交易でかつての栄光を取り戻そうとするイギリス政府は「X次元計画」を開始する。
MI6のエリート諜報部員リチャード・ブレイドは、科学者レイトン卿が開発したテレポート装置によって様々な異次元世界に送り込まれる。
ブレイドは数々の苦難を乗り越えて任務を果たすが、次第にテレポートの副作用に悩まされることになる。

## シリーズ一覧
1. 『青銅の斧』（The Bronze Axe (1969) 、厚木淳訳、東京創元社） 1983.6　ISBN 4-488-67801-7
2. 『翡翠の戦士』（The Jade Warrir (1969) 、榎林哲訳、東京創元社） 1983.7　ISBN 4-488-67802-5
3. 『サーンの宝石』（Jewel of Tharn (1969) 、風見潤訳、東京創元社） 1983.9　ISBN 4-488-67803-3
4. 『サルマの奴隷』（Slave of Sarma (1970) 、厚木淳訳、東京創元社） 1983.10　ISBN 4-488-67804-1
5. 『ジェドの解放者』（Liberator of Jedd (1971) 、榎林哲訳、東京創元社） 1983.11　ISBN 4-488-67805-X
6. 『迷宮の怪物』（Monster of the Maze (1972) 、厚木淳訳、東京創元社） 1983.12　ISBN 4-488-67806-8
7. 『パトモスの真珠』（Pearl of Patmos (1973) 、風見潤訳、東京創元社） 1984.4　ISBN 4-488-67807-6
8. 『ネラールの海賊』（Kingdom of Royth (1974) 、松田銑訳、東京創元社） 1984.6　ISBN 4-488-67808-4
9. 『アイス・ドラゴン』（Ice Dragon (1974) 、榎林哲訳、東京創元社） 1984.7　ISBN 4-488-67809-2
10. 『不老不死の世界』（Undying World (1973) 、厚木淳訳、東京創元社） 1984.8　ISBN 4-488-67810-6
11. 『夢の次元』（Dimension of Dreams (1974）、榎林哲訳、東京創元社） 1984.10　ISBN 4-488-67811-4
12. 『ザンガの槍』（King of Zunga (1975) 、厚木淳訳、東京創元社） 1984.12　ISBN 4-488-67812-2
13. 『黄金の馬』（The Golden Steed (1975) 、風見潤訳、東京創元社）  1985.1　ISBN 4-488-67813-0
14. 『エヨカンの蝙蝠神』（The Temples of Ayocan (1975) 、厚木淳訳、東京創元社） 1985.5　ISBN 4-488-67814-9
15. The Towers of Melnon (1975)
16. The Crystal Seas (1975)
17. The Mountains of Brega (1976)
18. Warlords of Gaikon (1976)
19. Looters of Tharn (1976)
20. Guardians of The Coral Throne (1976)
21. Champion of the Gods (1976)
22. The Forests of Gleor (1976)
23. Empire of Blood (1977)
24. The Dragons of Englor (1977)
25. The Torian Pearls (1977)
26. City of the Living Dead (1978)
27. Master of the Hashomi (1978)
28. Wizard of Rentoro (1978)
29. Treasure of the Stars (1978)
30. Dimension of Horror (1979)
31. Gladiators of Hapanu (1979)
32. Pirates of Gohar (1979)
33. Killer Plants of Binnark (1980)
34. The Ruins of Kaldac (1981)
35. The Lords of the Crimson River (1981)
36. Return to Kaldak (1983)
37. Warriors of Latan (1984)

## 登場するキャラクター
リチャード・ブレイド
英国秘密諜報部員。新設部門であるMI6Aに所属する異次元探査要員。
<J>
ブレイドの上司。
レイトン卿
次元間テレポート装置を開発した科学者。